# Olena Movchan
Olena Dmytrivna Movchan  (en ukrainien : Олена Дмитрівна Мовчан, Olena Dmytrivna Movtchan), née le 17 août 1976 à Mykolaïv  (RSS d'Ukraine), est une gymnaste trampoliniste ukrainienne. 

## Biographie
Olena Movchan commence le trampoline dès l'âge de 7 ans. En 1995, elle intègre l'équipe nationale ukrainienne avec laquelle elle est sacrée championne du monde par équipe en 2001 et vice-championne du monde en 1996 et en 1999.
Avec Oksana Tsyhoulova, Olena Movchan remporte en trampoline synchronisé aux Championnats du monde trois médailles d'or (en 1996, 1999 et 2001), deux médailles d'argent  (en 1998 et en 2003) et une médaille de bronze en 1994. Elle obtient également une médaille d'argent en trampoline individuel en 2003.
Elle participe aux Jeux olympiques à deux reprises. Aux Jeux olympiques d'été de 2004 à Athènes, elle termine cinquième de l'épreuve féminine de trampoline individuel. Elle prend la quatrième place aux Jeux olympiques d'été de 2008 à Pékin.